# Phthiria simmondsii
Phthiria simmondsii är en tvåvingeart som beskrevs av Hesse 1938. Phthiria simmondsii ingår i släktet Phthiria och familjen svävflugor. Inga underarter finns listade i Catalogue of Life.